# Distichirhops minor
Distichirhops minor är en emblikaväxtart som beskrevs av Haegens. Distichirhops minor ingår i släktet Distichirhops och familjen emblikaväxter. Inga underarter finns listade i Catalogue of Life.